# Virunum
Virunum var en by grundlagt af romerne i midten af det første århundrede i Kärnten.

## Links
- Uni Klagenfurt: Virunum Arkiveret 27. september 2007 hos  Wayback Machine

- Wikimedia Commons har flere filer relateret til Virunum

46°41′57″N 14°21′54″Ø / 46.6992°N 14.365°Ø